# Lola insularis
Lola insularis is een hooiwagen uit de familie Phalangodidae.